# Tomás Olase
Tomás Olase Curuchét (Nueva Helvecia, 17 de febrero de 2004) es un futbolista uruguayo que juega como centrocampista en el Club Atlético Peñarol de la Primera División de Uruguay.

## Trayectoria

### Inicios
Olase dio sus primeros pasos en el fútbol en el fútbol infantil de la Liga Helvética de Colonia, en el Club Artesano.Club de donde han surgido figuras como Rodrigo Bentancur y Franco Israel.

### Club Atlético Peñarol
Tomás Olase firmó su primer contrato profesional en 2024 con el club aurinegro. Su primera convocatoria llegó el 11 de mayo del mismo año, para el encuentro por el Torneo Apertura frente a Wanderers, aunque no tuvo la oportunidad de ingresar al banco de suplentes.
Dos fechas más tarde, en el mismo Torneo Apertura, tuvo la oportunidad de ingresar como suplente y debutar como futbolista profesional en primera división. Bajo el mando de Diego Aguirre, ingresó a los 58 minutos por Sebastián Cristóforo en el encuentro ante Progreso.
En agosto de 2024 debutó por Copa Libertadores, ingresando desde el banco de suplentes a los 90 minutos sustituyendo a Damián García, en el encuentro frente a The Strongest, por los octavos de final.
Días más tarde, integrando un equipo alternativo (ya que la institución se jugaba el pase a los cuartos de final de la Copa Libertadores), debutó como titular en primera división. Lo hizo ante Cerro Largo, en la primera fecha del Torneo Clausura, sin embargo, en este partido fue expulsado a los 73 minutos por interrumpir una ocasión manifiesta de gol.

## Estadísticas
| Club                  | Div.          | Temporada     | Liga  | Liga  | Liga   | Copas nacionales | Copas nacionales | Copas nacionales | Copas internacionales | Copas internacionales | Copas internacionales | Total | Total | Total  |
| Club                  | Div.          | Temporada     | Part. | Goles | Asist. | Part.            | Goles            | Asist.           | Part.                 | Goles                 | Asist.                | Part. | Goles | Asist. |
| --------------------- | ------------- | ------------- | ----- | ----- | ------ | ---------------- | ---------------- | ---------------- | --------------------- | --------------------- | --------------------- | ----- | ----- | ------ |
| C. A. Peñarol Uruguay | 1.ª           | 2024          | 3     | 0     | 0      | 0                | 0                | 0                | 1                     | 0                     | 0                     | 4     | 0     | 0      |
| C. A. Peñarol Uruguay | Total club    | Total club    | 3     | 0     | 0      | 0                | 0                | 0                | 1                     | 0                     | 0                     | 4     | 0     | 1      |
| Total carrera         | Total carrera | Total carrera | 3     | 0     | 0      | 0                | 0                | 0                | 1                     | 0                     | 0                     | 4     | 0     | 1      |

- Actualizado al último partido disputado el 1 de diciembre de 2024.

## Palmarés

### Títulos nacionales
| Título              | Club         | País    | Año  |
| ------------------- | ------------ | ------- | ---- |
| Torneo Apertura     | C.A. Peñarol | Uruguay | 2024 |
| Torneo Clausura     | C.A. Peñarol | Uruguay | 2024 |
| Campeonato Uruguayo | C.A. Peñarol | Uruguay | 2024 |